# Galápagosreiger
De Galápagosreiger (Butorides sundevalli) is een vogel uit de familie der reigers (Ardeidae). Hij komt uitsluitend voor op de Galapagoseilanden. Deze vogel is genoemd naar de Zweedse zoöloog Carl Jakob Sundevall.

## Kenmerken
Het volledige verendek van deze vogel is leigrijs. Op zijn rug hebben de veren een zilverachtige glans en hij heeft een korte kuif. Tijdens het broedseizoen heeft hij een zwarte snavel en feloranje poten, buiten het broedseizoen zijn snavel en poten grijs.

## Leefwijze
De Galápagosreiger eet voornamelijk krabben en vis.

## Voortplanting
Het nest wordt gebouwd in lage takken van de mangroven of onder lavarotsen. Deze reiger broedt meestal tussen september en maart en kan tot drie keer per jaar broeden.

## Verspreiding en leefgebied
De soort is endemisch op de Galapagoseilanden. Het leefgebied bevindt zich in getijdenzones en mangrovebossen op alle eilanden.

## Status
De Galapagosreiger komt niet als aparte soort voor op de lijst van het IUCN, maar is daar een ondersoort van de mangrovereiger (B. striata sundevalli).